# 1301
Năm 1301 là một năm trong lịch Julius.